# Liste der Universitäten in Mali
Die Liste der Universitäten in Mali umfasst alle Hochschulen in dem afrikanischen Staat Mali.
- L’Université de Bamako
- Universität von Mali
- Universität von Sankore in Timbuktu
- Universität von Timbuktu